# Sup kapucín
Sup kapucín (Necrosyrtes monachus) je nejmenším druhem supa žijícím v Africe. Patří mezi kriticky ohrožené druhy.
Specifické opeření světle šedohnědé barvy na hlavě od očí dozadu (na temeni hlavy až na krku) dalo tomuto druhu označení kapucín. Přední holá část hlavy je růžová. Na těle má tento sup hnědé peří.
Vyskytuje se v otevřených oblastech, na savanách (spíše lesnatých), trnitých buší i poblíž lidských sídel (např. na skládkách) subsaharské Afriky, a to až do nadmořské výšky 4000 m n. m. Živí se zdechlinami a bezobratlými (většími druhy hmyzu), případně také plazy. Podobně jako jiné druhy supů tedy patří k tzv. „zdravotní policii“. Protože patří mezi malé druhy supů, má také menší a tenký zobák (zakončený ostrým hákovitým hrotem), kterým sice není schopen roztrhnout kůži na větších mršinách, ale zato se dostane do těla skrz menší otvory mezi kostmi, kam se naopak větší druhy nedostanou.
Dosahuje délky 67 až 70 cm a váhy 1,5 až 2,6 kg. Rozpětí křídel se pohybuje v rozmezí 1,7 až 1,8 metru.
Snáší jedno vejce, které oba rodiče inkubují po dobu 48 až 54 dní.
Je ohrožen zejména cílenými otravami pesticidy, dále lovem pro maso a pro potřeby medicíny.

## Chov v zoo
Sup kapucín byl v září 2019 chován přibližně v sedmi desítkách evropských zoo. V rámci Česka se jednalo o čtyři zoo:
- Zoo Liberec
- Zoo Ostrava
- Zoo Praha
- Zoo Zlín

V minulosti byl tento druh chován rovněž v Zoo Olomouc a Zoo Plzeň.

### Chov v Zoo Praha
První chov tohoto druhu v Zoo Praha je datován do období 1954 až 1965. Současná etapa chovu započala v roce 2012, kdy byl dovezen pár ze Zoo Plzeň. Na konci roku 2017 žila v pražské zoo tato dvojice. V průběhu roku 2018 byli přivezeni další dva samci a dvě samice (opět ze Zoo Plzeň). Na konci roku 2018 tak byly chovány tři páry. V dubnu 2020 se vylíhlo první pražské mládě.
Supi kapucíni jsou k vidění ve voliérách dravců v dolní části zoo.